# إسقاط ميلر

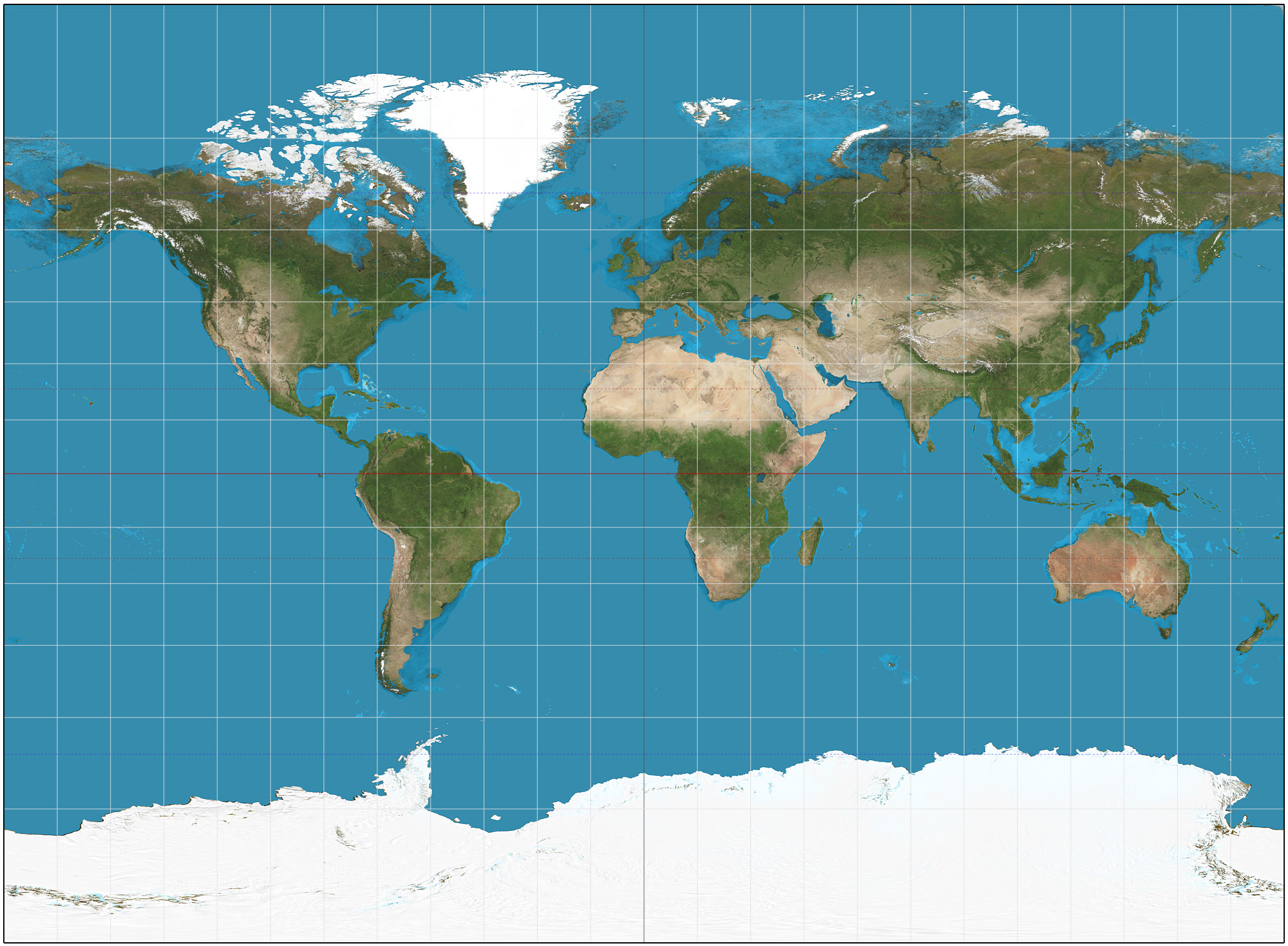
إسقاط ميلر للأرض.

إسقاط ميلر مع 1000 كم مؤشرات التشوه.

إسقاط ميلر الأسطواني هو إسقاط مركاتور معدل ، اقترحه أوزبورن ميتلاند ميلر في عام 1942. يتم قياس خط العرض بمعامل 4⁄5 ، مُسقطة وفقًا لمركاتور ، ثم تُضرب النتيجة في 5⁄4 للاحتفاظ بالمقياس على طول خط الاستواء.  بالتالي:
{\displaystyle {\begin{aligned}x&=\lambda \\y&={\frac {5}{4}}\ln \left[\tan \left({\frac {\pi }{4}}+{\frac {2\varphi }{5}}\right)\right]={\frac {5}{4}}\sinh ^{-1}\left(\tan {\frac {4\varphi }{5}}\right)\end{aligned}}}أو عكسيا :{\displaystyle {\begin{aligned}\lambda &=x\\\varphi &={\frac {5}{2}}\tan ^{-1}e^{\frac {4y}{5}}-{\frac {5\pi }{8}}={\frac {5}{4}}\tan ^{-1}\left(\sinh {\frac {4y}{5}}\right)\end{aligned}}}حيث λ هي خط الطول من خط الزوال المركزي للإسقاط ، وφ هي خط العرض.  وبالتالي ، فإن خطوط الطول تبلغ حوالي 0.733 من طول خط الاستواء.
في تطبيقات نظم المعلومات الجغرافية ، يُعرف هذا الإسقاط باسم: "ESRI: 54003 - World Miller Cylindrical". 
يشبه إسقاط ميلر المضغوط إسقاط ميلر لكن التباعد بين خطوط العرض يتوقف عن الزيادة بعد 55 درجة. 

## روابط خارجية
- معلومات الصيغ الرياضية
- معلومات تاريخية
- إسقاط ميلر في مشروع 4